# Temple de Yanfu (Ligue d'Alxa)
Le Temple de Yanfu (chinois simplifié : 延福寺 ; pinyin : Yánfú Sì), plus souvent connu sous le nom de Temple du Prince (chinois simplifié : 王爷庙 ; pinyin : Wángye Miào), est un temple bouddhiste localisé dans la Bannière gauche d'Alxa, Ligue d'Alxa, Mongolie Intérieure, Chine. Le temple de Yanfu est considéré comme un des trois Grand Temples bouddhistes dans la Ligue d'Alxa, aux côtés du temple Fuyin et du temple Guangzong,.

## Histoire

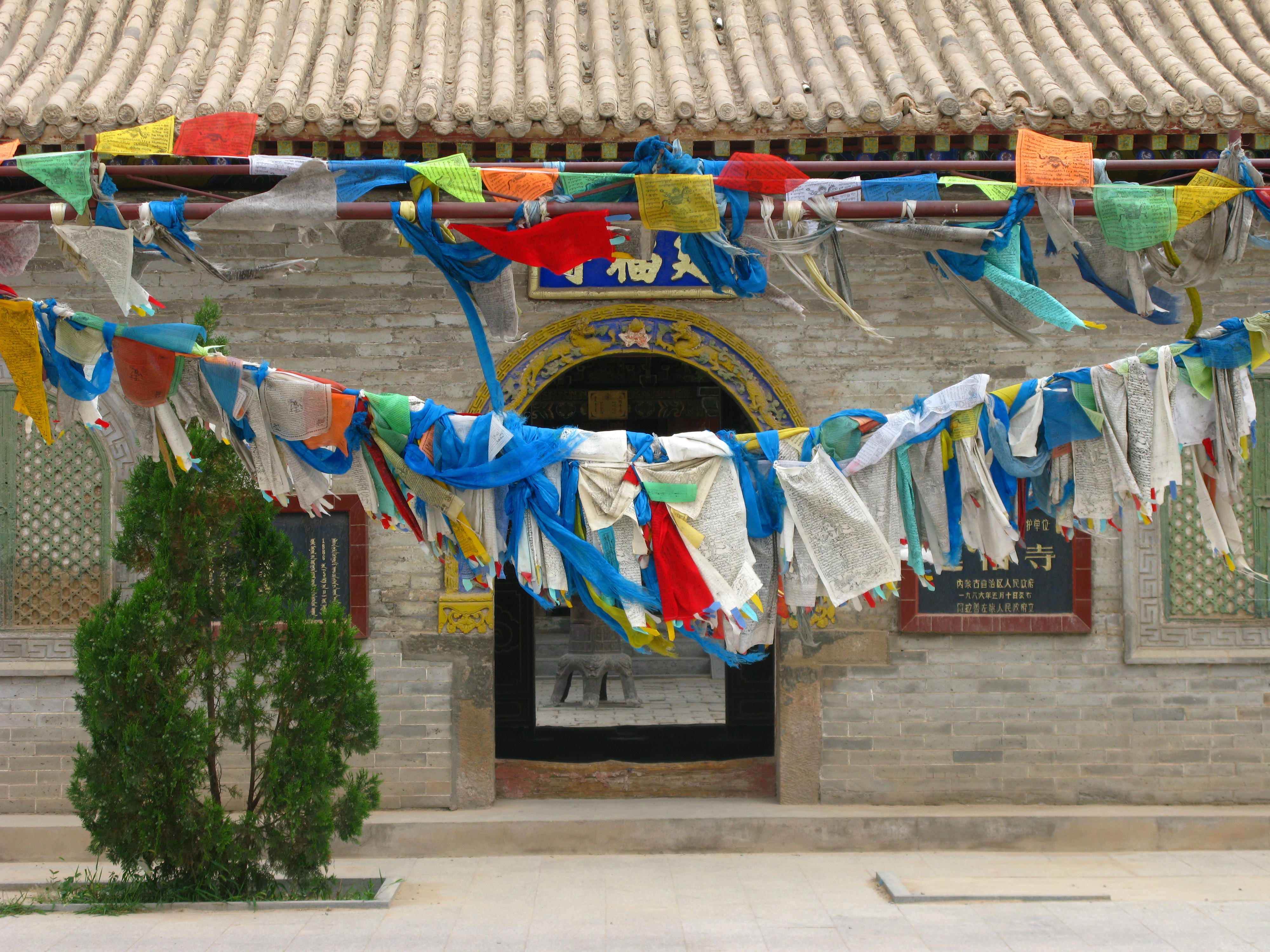
Temple de Yanfu.

Le temple a été établi pour la première fois en 1731 durant la neuvième année de l'empereur Yongzheng pendant la dynastie  Qing (de 1644 à 1912). La salle Mahavira a été ajoutée au temple entre 1737 et 1739 par le prince Luobozangduoerji (罗卜藏多尔济). En 1760, l'empereur Qianlong inscrivit et honora le nom de "Temple de Yanfu"(延福寺). En 1805, le prince Mahabala (马哈巴拉) implanta la salle Agaba (阿格巴殿), ainsi que la salle Guanyin, le temple Dalike (达理克庙) et rénova également la salle Jingang et celle de Bhaishajyaguru ,,.
En 1932, le prince Dalizhaya (达理札雅) ordonna de réparer la salle Mahavira.
Durant les 10 ans de Révolution culturelle, les gardes rouges attaquèrent le temple ainsi que ses salles, ses statues et ses œuvres d'art qui ont été vandalisées ou détruites durant le mouvement socialiste,.
Après la 3e session plénière du 11e Comité central du Parti communiste chinois , la politique de liberté religieuse a été mise en œuvre. Le temple Yanfu a par conséquent réactivé ses activités religieuses. En 2012, le temple comptait plus de 40 salles et chambres ainsi que plus de 40 lamas.
Le 10 mai 1986, le temple a été inscrit sur la deuxième liste de l'héritage culturel de Mongolie intérieure.
En 2006, le temple de Yanfu a été classé parmi le sixième groupe des " Sites historiques et culturels nationaux majeurs de Mongolie intérieure " par le Conseil d'État chinois.

## Architecture
Actuellement, les principaux bâtiments existants comprennent la salle Sutra, la salle du Bodhisattva, la salle des quatre rois célestes , la salle de Sakyamuni, la salle de Bhaisajyaguru , la salle Vajrayana, le clocher , la tour du tambour , et d'autres moins importants. Le temple couvre en tout une superficie de 6 700 mètres carrés. (72 000 pieds  carrés) avec 282 halls et chambres,.